# Jordi Molet i Canal
Jordi Molet i Canal (Molins de Rei, 12 de gener de 1977) és un jugador d'hoquei sobre patins català, que actualment juga al RSC Cronenberg en la posició de davanter.

## Trajectòria
Molet s'inicià al món de l'hoquei al Col·legi Sant Miquel Arcàngel de Molins de Rei. Format a les categories inferiors del FC Barcelona, el seu primer equip a la divisió d'honor va ser el Noia, amb el qual guanyà una Copa de la CERS i una Copa del Rei. La temporada 1998-1999 fitxà pel Reus Deportiu, club en el qual jugaria dues temporades abans de fitxar pel Lleida Llista Blava. Posteriorment, el 2004 fitxà pel SHUM Maçanet, fins a l'estiu del 2006, quan tornà al Noia per una temporada.
La temporada 2007/2008 va fitxar novament pel Reus, amb el qual guanya el Campionat del Món de clubs de 2008, disputat a la mateixa ciutat de Reus, la Copa d'Europa de 2009 disputada a Bassano del Grappa (Itàlia) i la Copa Continental de 2009 on anotà un gol a la final contra el CH Mataró. L'any 2013 va demandar l'entitat per impagament després que no es complissin els compromisos econòmics establerts en el contracte. La temporada següent fitxà pel club alemany RSC Cronenberg, on actualment és jugador-entrenador i on ha guanyat dues Copes d'Alemanya, els anys 2015 i 2019, la última de les quals li va valer per a ser premiat com a Entrenador de l'Any a Alemanya. Fins al 2018 fou entrenador de la selecció masculina d'Alemanya, en substitució de Marc Berenbeck.
A nivell internacional participà com a jugador de la selecció catalana durant els anys 2007 i 2008, període que li permeté ser l'integrant de l'equip subcampió de la Copa Amèrica 2007, la Copa Amèrica 2008 i campió de la Golden Cup 2008.

## Palmarès

### CE Noia
- 1 Copa de la CERS (1997/98)
- 1 Copa del Rei (1998)

### Reus Deportiu
- 1 Campionat del Món de Clubs (2008)
- 1 Copa Intercontinental (2009)
- 1 Copa d'Europa (2009)
- 1 Copa Continental (2009)
- 1 Oklliga 2010-2011

### RSC Cronenberg
- 2 Copes alemanyes (2015 i 2019)

### Selecció catalana
- 1 Golden Cup (2008)